# Arniocera sternecki
Arniocera sternecki is een vlinder uit de familie venstervlekjes (Thyrididae). De wetenschappelijke naam van deze soort is voor het eerst geldig gepubliceerd in 1891 door Rogenhofer.
De soort komt voor in tropisch Afrika.